# David Perez
David Alexander Perez, född 26 juni 1990 i Täby, Stockholms län, är en svensk politiker (sverigedemokrat). Han är ordinarie riksdagsledamot sedan 2020, invald för Uppsala läns valkrets.
Perez är ordförande för Sverigedemokraterna i Uppsala och var tidigare regionråd för partiet i Region Uppsala.

## Riksdagsledamot
Perez utsågs till ny ordinarie riksdagsledamot från och med 29 februari 2020 sedan Paula Bieler avsagt sig uppdraget som riksdagsledamot. Perez var inledningsvis tjänstledig i ett år, med hänvisning till en tvist med Skatteverket, som krävt 10,5 miljoner kronor i efterbeskattning och straffavgifter. Den 1 mars 2021 tog han plats i riksdagen.
I riksdagen är Perez ledamot i finansutskottet sedan 2022 och suppleant i riksdagens råd för Riksrevisionen. Han har varit suppleant i arbetsmarknadsutskottet, finansutskottet, näringsutskottet, skatteutskottet och trafikutskottet.